# Richard Cantillon

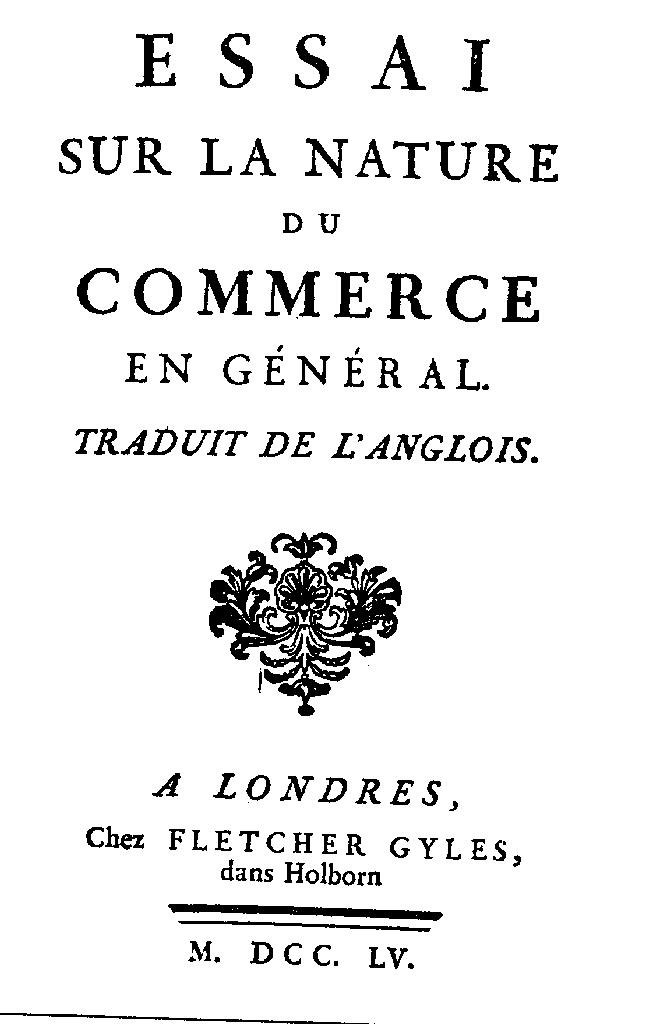
Buchumschlag, 1755

Richard Cantillon (* 1680 in Ballyheigue, Kerry, Irland; † 1734 in London) war einer der ersten Ökonomen, die den Gedanken eines Geldkreislaufs ausarbeiteten und dabei auf die Bedeutung der Umlaufgeschwindigkeit des Geldes stießen. Seine Auffassung vom Wesen des Kreditgeschäfts, die auf der Erhöhung der Umlaufgeschwindigkeit des Geldes beruht, war laut Joseph Schumpeter Grundlage der offiziellen Theorie des Bankwesens bis hin zum Ersten Weltkrieg.

## Leben
Cantillon war von 1714 bis 1720 als Bankier in Paris tätig und wurde 1734 in London vermutlich Opfer eines Raubmordes. Danach wurde das Haus in Brand gesteckt und sämtliche darin befindlichen Manuskripte verbrannten. So ist lediglich der Essai sur la nature du commerce en général erhalten geblieben, in dem er den nach ihm benannten Cantillon-Effekt beschreibt. Er wurde zwischen 1730 und 1734 geschrieben, aber erst posthum im Jahre 1755 veröffentlicht. Das Werk übte jedoch schon vor seiner Drucklegung als Manuskript Einfluss aus, so auf Mirabeau (L’Ami des Hommes, 1757) oder Quesnay (Grains, 1757). Adam Smith lernte es vermutlich während seiner Begegnung mit den Physiokraten in Frankreich zwischen 1764 und Oktober 1766 kennen; er erwähnte es in seinem Werk Der Wohlstand der Nationen.
Cantillon selbst zeigt sich von John Locke wie auch von William Petty beeinflusst.
Nur Anne Robert Jacques Turgot hatte Cantillon in einem stärkeren Maße rezipiert. Sein Werk geriet in Vergessenheit, bis es erst 1881 von William Stanley Jevons wiederentdeckt wurde. Henry Higgs brachte 1931 eine vollständige englische Ausgabe heraus, die neben der französischen Fassung auch Richard Cantillon and the Nationality of Political Economy aus der Feder von Jevons sowie eine Biografie enthält.
Schumpeter sieht Cantillon mit Turgot in einer theoriegeschichtlichen Kontinuität, die über Jean-Baptiste Say zu Léon Walras führt.
Vertretern der österreichischen Schule gilt Cantillon als einer ihren frühen Vorläufer. So brachte Friedrich August von Hayek ebenfalls 1931 eine deutsche Übersetzung heraus. Bestimmte Argumente aus der damaligen Sozialismus-Debatte zum Funktionieren des Marktes können schon bei Cantillon ansatzweise gefunden werden, wo dieser einen Regimewechsel zwischen zentraler Planung und Markt erörtert.

## Werke
- Essai Sur la Nature du Commerce en Général (französische Erstausgabe 1755, erschienen als Übersetzung aus dem Englischen bei Gyles in London)
  - Originaltext auf Englisch: Erster Teil
  - Originaltext auf Englisch: Zweiter Teil
  - Originaltext auf Englisch: Dritter Teil